# دیار درسیم
دیار درسیم یا هوزان دیار (به کردی: Hozan Diyar/هۆزان دیار) (زادهٔ ۱ دسامبر ۱۹۶۶، در درسیم) خواننده‌ای کرد و اصالتا ازکردهای زازا می باشد.

## زندگی هنری و شخصی
در ابتدا دیار ترانه‌هایش را با همکاری گروه برخودان اجرا می‌کرد. در سال ۱۹۹۰ از گروه برخودان جدا شد و آلبومهایش را جداگانه منتشر کرد. مضمون بیشتر ترانه‌هایش بر کرد و کردستان و ظلم و ستم دولت ترکیه تأکید دارد، ولی ترانه‌های عاشقانه نیز می‌خواند. بیشتر ترانه‌هایش به زبان کردی کرمانجی است و چند ترانه به کردی سورانی و ترکی هم خوانده‌است.
"دنیز دمان" هنرمند و خواننده کرد، همسر وی میباشد.

## آلبوم‌ها
- بلبل -(۱۹۸۸) Bibilo
- کاروان -(۱۹۹۲) Kerwan
- جنگ زندگی -(۱۹۹۸) Cenga jînê
- وای دنیا -(۲۰۰۰) Way Dinyayê
- گرمای خورشید -(۲۰۰۱) Tîna rojê
- ای گل نرو- (Gulê neçe (۲۰۰۴
- چشمهٔ ترانه‌ها - (۲۰۰۵) Kaniya sitranan
- بدرود اُگور - (Oxir be Ugur (۲۰۰۶
- نمی‌ترسم - (Natirsim (۲۰۰۸
- زمان آزادی -(۲۰۱۳) Dema Azadî
- خاک و مادر - (ax û dayîk (۲۰۱۵
- قلعه دمدم - (kela dimdimê (۲۰۱۷